# Liste der Stolpersteine in Bernau bei Berlin

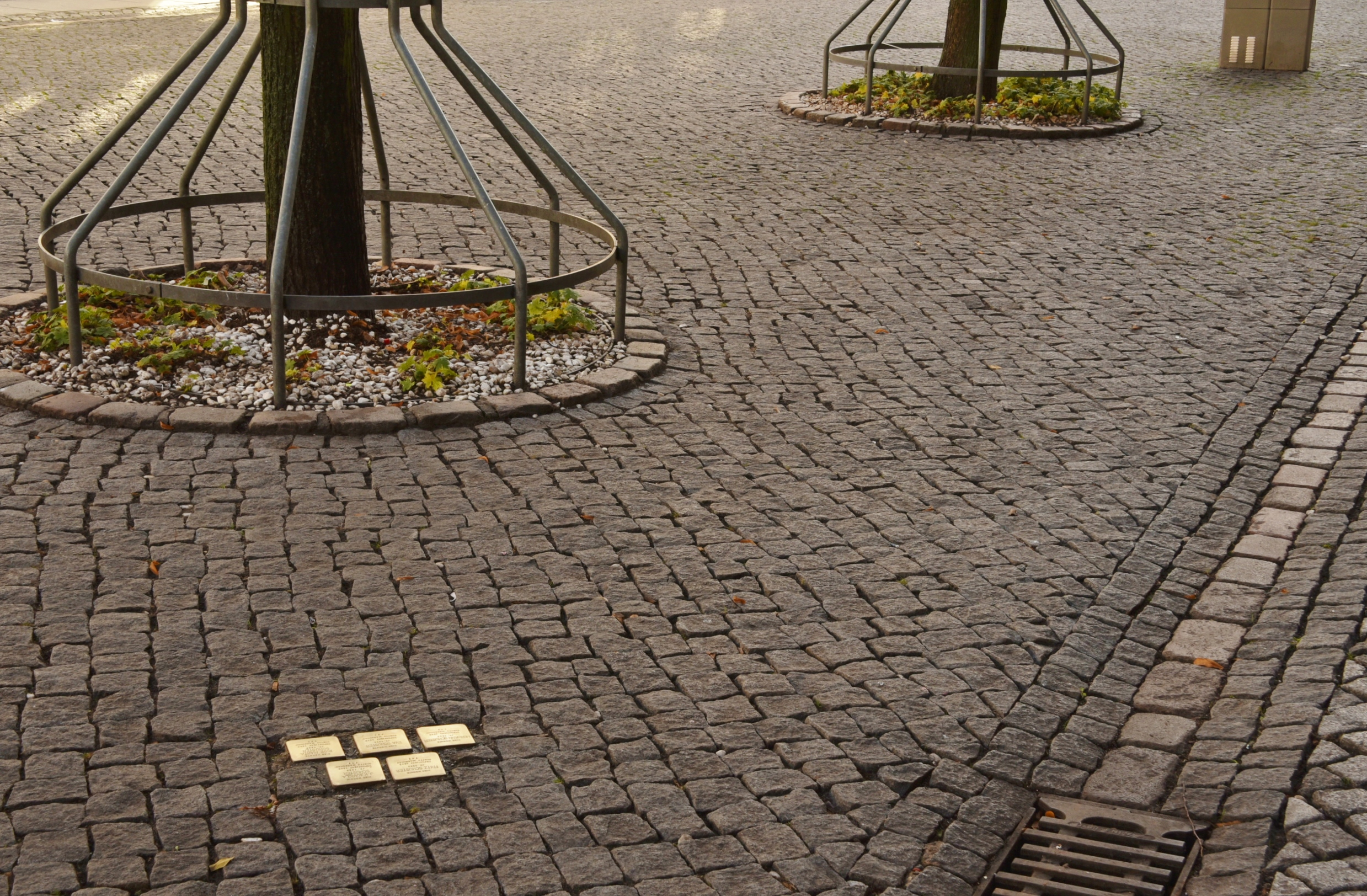
Stolpersteine in Bernau

Die Liste der Stolpersteine in Bernau enthält Stolpersteine, die im Rahmen des gleichnamigen Kunst-Projekts von Gunter Demnig in Bernau bei Berlin verlegt wurden. Mit ihnen soll an die Opfer des Nationalsozialismus erinnert werden, die in Bernau lebten und wirkten.
Die erste und bislang einzige Verlegung in Bernau bei Berlin fand am 5. März 2009 statt.

## Liste der Stolpersteine
| Stolperstein | Inschrift                                                                    | Verlegeort              | Name, Leben |
| ------------ | ---------------------------------------------------------------------------- | ----------------------- | --- |
|              | HIER WOHNTE EVA SCHUSTER JG. 1925 DEPORTIERT 1942 GHETTO WARSCHAU ?          | Bürgermeisterstraße 7 · | Eva Schuster wurde am 16. Dezember 1925 im brandenburgischen Sommerfeld geboren. Ihre Eltern waren Fritz Schuster und Karola geb. Braid. Sie hatte vier Geschwister, darunter Hermann und Inge Marta, die beiden älteren. Die Familie besaß ein Haus in der heutigen Brauerstraße, der Vater war Geschäftsmann. 1938 wurde er des Geschäfts beraubt, im Folgejahr auch des Hauses. Aus dem Jahr 1939 gibt es ein Foto der vollständigen Familie, Eltern mit allen fünf Kindern. Danach wurden die beiden jüngsten Geschwister nach Schweden in Sicherheit gebracht. Am 13. April 1942 wurden Eva Schuster, ihre Eltern und ihre älteren Geschwister verhaftet und am nächsten Tag in das Warschauer Ghetto deportiert. Alle fünf wurden vom NS-Regime ermordet. |
|              | HIER WOHNTE FRITZ SCHUSTER JG. 1883 DEPORTIERT 1942 GHETTO WARSCHAU ?        | Bürgermeisterstraße 7 · | Fritz Schuster wurde am 8. März 1884 im pommerschen Konitz geboren. Er heiratete Karola geb. Braid aus dem südhessischen Offenbach am Main. Das Paar hatte fünf Kinder, Hermann, Eva, Inge Marta, alle zwischen 1923 und 1928 geboren, der Sohn in Danzig, die Töchter in Sommerfeld bzw. Berlin sowie zwei jüngere. Die Familie übersiedelte nach Bernau bei Berlin und wohnte in der Brauerstraße, wo er ein Sämereiengeschäft führte und auch Tierfutter vertrieb. 1938 wurde das Geschäft „arisiert“, im Jahr darauf wurde ihm auch das Haus weggenommen. Die Familie musste in eine Baracke übersiedeln. Von Januar bis April 1942 kamen die Schusters bei der Familie des Kürschnermeisters Eugen Lehmann in der Bürgermeisterstraße 7 unter. Am 13. April 1942 wurden die beide Familien, die Lehmanns und die Schusters, mit insgesamt fünf Kindern verhaftet und in ein Sammellager gebracht, wo ihnen Geld, Wertgegenstände und Schmuck abgenommen wurde. Tags darauf wurde Fritz Schuster mit seiner Familie von Potsdam in das Warschauer Ghetto deportiert. Wohin sie von dort gebracht wurden, ist nicht geklärt. Fritz Schuster, seine Frau und drei seiner Kinder wurden vom NS-Regime im Zuge der Shoah ermordet. Die zwei jüngsten Kinder konnten im schwedischen Exil überleben. |
|              | HIER WOHNTE HERMANN SCHUSTER JG. 1923 DEPORTIERT 1942 GHETTO WARSCHAU ?      | Bürgermeisterstraße 7 · | Hermann Schuster wurde am 30. Mai 1923 in Danzig geboren. Seine Eltern waren Fritz Schuster und Karola geb. Braid. Er hatte vier Geschwister, darunter Eva und Inge Marta. Die Familie besaß ein Haus in der heutigen Brauerstraße von Bernau bei Berlin, der Vater war Geschäftsmann. 1938 wurde er des Geschäfts beraubt, im Folgejahr auch des Hauses. Die beiden jüngsten Geschwister wurden rechtzeitig nach Schweden in Sicherheit gebracht. Am 13. April 1942 wurden Hermann Schuster, seine Eltern sowie die Schwestern Eva und Inge Marta verhaftet und am nächsten Tag in das Warschauer Ghetto deportiert. Alle fünf wurden in der Folge vom NS-Regime ermordet. |
|              | HIER WOHNTE INGE MARTA SCHUSTER JG. 1928 DEPORTIERT 1942 GHETTO WARSCHAU ?   | Bürgermeisterstraße 7 · | Inge Marta Schuster wurde am 5. Januar 1928 in Berlin geboren. Ihre Eltern waren Fritz Schuster und Karola geb. Braid. Sie hatte vier Geschwister, darunter Hermann und Eva. Die Familie besaß ein Haus in der heutigen Brauerstraße von Bernau bei Berlin, der Vater war Geschäftsmann. 1938 wurde er des Geschäfts beraubt, im Folgejahr auch des Hauses. Die beiden jüngsten Geschwister wurden rechtzeitig nach Schweden in Sicherheit gebracht. Am 13. April 1942 wurden Inge Marta Schuster, ihre Eltern, Bruder Hermann und Schwester Eva verhaftet und am nächsten Tag in das Warschauer Ghetto deportiert. Alle fünf wurden in der Folge vom NS-Regime ermordet. |
|              | HIER WOHNTE J. K. KAROLA SCHUSTER JG. 1896 DEPORTIERT 1942 GHETTO WARSCHAU ? | Bürgermeisterstraße 7 · | Josefa Klara Karola Schuster geb. Braid wurde am 20. Mai 1896 in Offenbach am Main geboren. Sie heiratete den deutlich älteren Geschäftsmann Fritz Schuster, der aus dem pommerschen Konitz stammte. Das Paar bekam fünf Kinder. Die drei älteren Kinder – Hermann, Eva, Inge Marta – wurden zwischen 1923 und 1928 geboren, der Sohn in Danzig, die Töchter in Sommerfeld bzw. Berlin. Danach wurden noch zwei weitere Kinder geboren, ein Mädchen und ein Junge. Die Familie besaß ein Haus in der Brauerstraße von Bernau bei Berlin, wo der Ehemann ein Sämereiengeschäft führte und Tierfutter vertrieb. 1938 wurde das Geschäft „arisiert“, im Jahr darauf wurde ihm auch das Haus weggenommen. Die Familie musste in eine Baracke übersiedeln. Die beiden jüngeren Kinder konnten in Schweden in Sicherheit gebracht werden. Von Januar bis April 1942 kamen die Schusters bei der Familie des Kürschnermeisters Eugen Lehmann in der Bürgermeisterstraße 7 unter. Am 13. April 1942 wurden die Schusters und die drei älteren ihrer Kinder verhaftet, ebenso ihre Quartiergebenr, die Lehmanns mit zwei Kindern. Sie wurden in ein Sammellager gebracht, wo ihnen Geld, Wertgegenstände und Schmuck abgenommen wurde. Tags darauf wurde die gesamte Familie von Potsdam in das Warschauer Ghetto deportiert. Karola Schuster, ihr Mann und drei der fünf Kinder wurden vom NS-Regime im Zuge der Shoah ermordet. Die beiden jüngeren Kinder konnten überleben. |

## Verlegungen
- 5. März 2009

Die Initiative für die Verlegungen ging vom Rotary Club Bernau bei Berlin aus, der auch die Finanzierung übernahm. Der Hauptausschuss der Stadtverordnetenversammlung begrüßte die Initiative einstimmig. Die fünf verlegten Stolpersteine stehen stellvertretend für die vermutlich insgesamt 24 Juden, die aus Bernau bei Berlin deportiert wurden, darunter auch Familie Lehmann, die in Bernau eine Pelzfabrikation betrieb. In Relation zu den anderen Schicksalsgenossen ist die Familie Schuster am besten dokumentiert, ihre Geschichte wurde von Friedrich Herrbruck rekonstruiert.